# Partido Socialista Argentino
El Partido Socialista Argentino (PSA) fue un partido político argentino fundado en 1958. En 1972 se fusionó con otros y cambió su nombre a Partido Socialista Popular.

## Acción política
En  Argentina, en el año 1958 el Partido Socialista se divide en dos: el Partido Socialista Argentino (PSA) y el Partido Socialista Democrático (PSD). El PS volverá a reunificarse en 2002. 
El PSA agrupó a los dirigentes y afiliados socialistas más volcados hacia la izquierda y con ideas antiimperialistas. Los históricos dirigentes socialistas Alfredo Palacios y Alicia Moreau de Justo se integraron al PSA. Esta última fue elegida como su primera secretaria general.
En 1961, el PSA triunfa en la Ciudad de Buenos Aires con la candidatura a senador de Alfredo Palacios, que logra aglutinar el voto de las clases medias progresistas y los trabajadores peronistas, en momentos en que el peronismo había sido proscripto. En 1963 Alfredo Palacios es elegido diputado nacional, pero su muerte en 1965 afectará considerablemente al PSA. 
Durante la década de 1960 el PSA sufrirá numerosas deserciones de parte de los grupos más radicales, que formarán grupos y partidos comunistas, maoístas, guevaristas y trotskistas, como Vanguardia Comunista (maoísta), y el Partido Socialista de los Trabajadores (PST), que adhirió a los  principios políticos del trotskismo, dirigido por el secretario privado de Alfredo Palacios, Juan Carlos Coral. Algunos se sumaron al peronismo revolucionario.
En 1972, el PSA se disolvió para fusionarse con el Movimiento de Acción Popular Argentino (MAPA) que dirigía Guillermo Estévez Boero, el Grupo Evolución de Carlos Constela, Militancia Popular de Andrés López Acotto y así fundar el Partido Socialista Popular (PSP).

### Elecciones presidenciales
| Año  | Fórmula          | Fórmula        | Votos   | %               | Resultado |
| Año  | Presidente       | Vicepresidente | Votos   | %               | Resultado |
| ---- | ---------------- | -------------- | ------- | --------------- | --------- |
| 1963 | Alfredo Palacios | Ramón Soria    | 278,856 | \| \| 3.64 % \| | 6° Lugar  |
|      | 3.64 %           |                |         |                 |           |

### Elecciones a la cámara de diputados
|  | 5,36 % |

|  | 1,59 % |

|  | 3,89 % |

|  | 2,06 % |

### Elecciones al senado
| Año                                                                                              | Votos     | %         | Bancas    | Bancas      | Bancas   | Bancas      | Senadores                                |
| Año                                                                                              | Votos     | %         | Obtenidas | +/-         | En total | +/-         | Senadores                                |
| ------------------------------------------------------------------------------------------------ | --------- | --------- | --------- | ----------- | -------- | ----------- | ---------------------------------------- |
| 1961                                                                                             | Sin datos | Sin datos | 1/15      | 1           | 1/46     | 1           | Ver senadores: - Alfredo Palacios (CABA) |
| 1963                                                                                             | Sin datos | Sin datos | 0/46      | 1           | 0/46     | 1           |                                          |
| 1966                                                                                             | Sin datos | Sin datos | 0/15      | Sin cambios | 0/46     | Sin cambios |                                          |
| Fusión del Partido Socialista Argentino y otros grupos socialistas en Partido Socialista Popular |           |           |           |             |          |             |                                          |